# 成華区
成華区（せいか-く）は中華人民共和国四川省成都市に位置する市轄区。成都市中心市街地の五城区の一つで、東北部に位置している。
昭覚寺、成都ジャイアントパンダ繁殖研究基地、成都動物園、成都遊園地、成都長距離バスターミナル、成都電子科学技術大学がある。

## 行政区画
11街道を管轄する。
- 双橋子街道、二仙橋街道、府青路街道、猛追湾街道、跳蹬河街道、万年場街道、双水碾街道、保和街道、青竜街道、竜潭街道、白蓮池街道

## 教育

### 大学
- 成都理工大学
- 成都電子科学技術大学
- オックスフォード・インターナショナル・カレッジ・オブ・チェンドゥ（英語版）

## 交通
鉄道
- 中国鉄路総公司
  - 中国鉄路成都局集団公司
    - 成渝旅客専用線
    - 西成旅客専用線
    - 成貴旅客専用線
    - 遂成線
    - 成昆線

- 成都軌道交通
  - 成都地下鉄1号線（昇仙湖駅）
  - 成都地下鉄2号線（成都東駅）
  - 成都地下鉄3号線
  - 成都地下鉄4号線
  - 成都地下鉄6号線
  - 成都地下鉄7号線（環状線）
  - 成都地下鉄8号線

## 健康・医療・衛生
- 成都市公共衛生臨床医療中心